# Relations entre l'Union européenne et le Zimbabwe
Les relations entre l’Union européenne et le Zimbabwe reposent principalement sur des sanctions et l'aide au développement. Depuis 2002, après des violences politiques dans un contexte électoral, l’Union européenne a adopté une série de mesures afin de faire pression sur les auteurs des violences. Renouvelées depuis 2002, une partie d'entre elles ont été levées en 2011 à la suite des progrès menés, notamment en matière économique.
Dans ce contexte, l'Union européenne a aménagé l’aide au développement accordé au Zimbabwe en n'utilisant que des canaux non gouvernementaux. Cette aide a notamment été utilisée afin d'assurer la sécurité alimentaire (engrais, etc.), la santé (médicaments vitaux), le social (dont l'éducation et les services sociaux) et la bonne gouvernance.

## Sources

## Compléments